# Schaatsen op de Olympische Winterspelen 2006 - Ploegenachtervolging vrouwen
De ploegenachtervolging vrouwen op de Olympische Winterspelen 2006 vond plaats op woensdag 15 en donderdag 16 februari 2006 in de Oval Lingotto in Turijn, Italië. De acht hoogst geklasseerde landen van de Wereldbeker schaatsen 2005/2006 - Ploegenachtervolging vrouwen mochten deelnemen aan het Olympische toernooi.

## Tijdschema
| Datum                 | Lokale tijd | MET   | Onderdeel     |
| --------------------- | ----------- | ----- | ------------- |
| woensdag 15 februari  | 17:00       | 17:00 | Voorrondes    |
| woensdag 15 februari  | 18:26       | 18:26 | Kwartfinales  |
| donderdag 16 februari | 17:00       | 17:00 | Halve finales |
| donderdag 16 februari | 17:46       | 17:46 | Finales       |

## Records
| Titelhouder      | geen, nieuw onderdeel                              |           |         |
| Wereldrecord     | Daniela Anschütz Anni Friesinger Claudia Pechstein | Duitsland | 2.56,04 |
| Olympisch record | Kristina Groves Cindy Klassen Christine Nesbitt    | Canada    | 3.01,24 |

## Verslag
Mede dankzij het sparen van de grote kanonnen binnen de ploegen kwamen de Russinnen tijdens de voorronde tot de snelste tijd. Ze waren ruim drie seconden sneller dan Noorwegen dat slechts de beschikking had over drie schaatssters. De Canadese vrouwen gingen de Nederlandse dames vooraf die op de vierde plaats terechtkwamen. Doordat de Duitse ploeg reed zonder Claudia Pechstein en Anni Friesinger kwam het niet verder dan de vijfde plaats en trof zodoende Nederland al in de kwartfinale.
In de eerste kwartfinale waren de Canadese vrouwen duidelijk te sterk voor de Amerikaanse dames en gingen zodoende door naar de halve finale. De Noorse dames lagen voor op Japan en waren op weg naar de halve finale toen Hedvig Bjelkevik op het rechte stuk onderuit ging. Hierdoor werden de dames uit Noorwegen op een ronde gezet en waren ze uitgeschakeld voor het eremetaal. Nederland trad in de sterkst mogelijke formatie aan tegen de Duitse dames, terwijl Duitsland ook haar sterkste team had opgesteld. De wedstrijd beloofde spannend te worden, maar Nederland lag vanaf het begin af aan achterop en kwamen niet in de buurt, waardoor Duitsland doorging. In de laatste kwartfinale won Rusland simpel van China, dat in de voorrondes al onderuit was gegaan en niet in staat was een snelle tijd op de klokken te zetten.
In de halve finales deden zich geen verrassingen voor. Canada was veel te sterk voor Japan. Duitsland had geen enkel probleem met Rusland. Daarbij hadden de Russische dames uit tactisch oogpunt hun minste team opgesteld, aangezien ze zich reeds kansloos achtten tegen de Duitsers. Zodoende werden de twee sterkste krachten gespaard voor de wedstrijd om het brons.
Die wedstrijd om het brons ging tegen de Japanse dames nadat zij waren uitgeschakeld door Canada. Japan nam verrassend de leiding en leek op weg naar het brons. Nadat Hiromi Otsu anderhalve ronde op kop had gereden en compleet instortte was het over voor de Japansen. De rondetijden liepen snel op en Otsu kon het tempo niet meer bijbenen en viel op het ijs, waarna Rusland het brons voor het grijpen had liggen.
Duitsland vooraf al favoriet vertrok fel onder leiding van Anni Friesinger in de finale. Claudia Pechstein had last van allergie, maar daar was tijdens haar races niets van te merken en ze kon goed volgen. De Canadese meiden reden met Christine Nesbitt in plaats van Cindy Klassen en reden al direct op een achterstand. Halverwege de race versnelden ze wel even en kwamen ze sterk terug. Toen Duitsland de eindsprint echter inzette was het verzet van Canada gebroken. Goud voor Duitsland en zilver voor Canada.

## Uitslagen

### Voorronde
| # | Schaatssters                         | Land | Tijd    |
| - | ------------------------------------ | ---- | ------- |
| 1 | Abramova / Barisjeva / Visokova      | RUS  | 3.03,19 |
| 2 | A, Bjelkevik / H, Bjelkevik / Haugli | NOR  | 3.06,34 |
| 3 | Groves / Hughes / Rempel             | CAN  | 3.06,45 |
| 4 | Groenewold / Kleinsman / Smit        | NED  | 3.06,67 |
| 5 | Anschütz / Opitz / Völker            | GER  | 3.07,07 |
| 6 | Crowley / Lamb / Sannes              | USA  | 3.07,83 |
| 7 | Nemoto / Otsu / Tabata               | JPN  | 3.08,34 |
| 8 | Ji / Wang / Zhang                    | CHN  | 3.18,24 |

### Kwartfinale
| Schaatsers                         | Land | Tijd    | - | Schaatsers                           | Land | Tijd           |
| ---------------------------------- | ---- | ------- | - | ------------------------------------ | ---- | -------------- |
| Groves / Klassen / Nesbitt         | CAN  | 3.01,24 | - | Lamb / Raney / Rodriguez             | USA  | 3.04,59 + 3,35 |
| Ishino / Otsu / Tabata             | JPN  | Winst   | - | A, Bjelkevik / H, Bjelkevik / Haugli | NOR  | Ingehaald      |
| Anschütz / Friesinger / Pechstein  | GER  | 3.01,52 | - | Van Deutekom / Groenewold / Wüst     | NED  | 3.03,65 + 2,13 |
| Abramova / Lichatsjova / Lobisjeva | RUS  | 3.05,93 | - | Ji / Wang / Zhang                    | CHN  | 3.08,29 + 2,36 |

### Halve finale
| Schaatsers                        | Land | Tijd    | - | Schaatsers                         | Land | Tijd           |
| --------------------------------- | ---- | ------- | - | ---------------------------------- | ---- | -------------- |
| Groves / Hughes / Klassen         | CAN  | 3.02,13 | - | Ishino / Nemoto / Tabata           | JPN  | 3.05,95 + 3,82 |
| Anschütz / Friesinger / Pechstein | GER  | 3.02,72 | - | Barisjeva / Lichatsjova / Visokova | RUS  | 3.07,42 + 4,70 |

### Finales
| Schaatsers                           | Land | Tijd    | - | Schaatsers                 | Land | Tijd           |
| ------------------------------------ | ---- | ------- | - | -------------------------- | ---- | -------------- |
| Anschütz / Friesinger / Pechstein    | GER  | 3.01,25 | - | Groves / Hughes / Nesbitt  | CAN  | 3.02,91 + 1,66 |
| Abramova / Lobisjeva / Visokova      | RUS  | Winst   | - | Ishino / Otsu / Tabata     | JPN  | Ingehaald      |
| Crowley / Lamb / Raney               | USA  | 3.04,22 | - | Van Deutekom / Smit / Wüst | NED  | 3.05,62 + 1,40 |
| A, Bjelkevik / H, Bjelkevik / Haugli | NOR  | 3.06,20 | - | Ji / Wang / Zhang          | CHN  | 3.06,91 + 0,71 |

### Eindrangschikking
| #      | Schaatssters                                          | Land             |
| ------ | ----------------------------------------------------- | ---------------- |
| Goud   | Anschütz, Friesinger, Opitz, Pechstein, Völker        | Duitsland        |
| Zilver | Groves, Hughes, Klassen, Nesbitt, Rempel              | Canada           |
| Brons  | Abramova, Barisjeva, Lichatsjova, Lobisjeva, Visokova | Rusland          |
| 4      | Ishino, Nemoto, Otsu, Tabata                          | Japan            |
| 5      | Crowley, Lamb, Raney, Rodriguez, Sannes               | Verenigde Staten |
| 6      | Van Deutekom, Groenewold, Kleinsman, Smit, Wüst       | Nederland        |
| 7      | A, Bjelkevik, H, Bjelkevik, Haugli                    | Noorwegen        |
| 8      | Ji, Wang, Zhang                                       | China            |

2006 · 
2010 · 
2014 ·
2018 ·
2022